# Festin d'amour
Pour plus de détails, voir Fiche technique et Distribution.
Festin d'amour (Feast of Love) est un film américain réalisé par Robert Benton, sorti en 2007.

## Synopsis
L'histoire se situe à Portland, dans l'Oregon. Elle amène une méditation sur l'amour et ses différentes incarnations, à travers le gérant d'un bar et sa femme, les serveurs, les clients…

## Fiche technique
- Titre original : Feast of Love
- Titre français : Festin d'amour
- Réalisation :  Robert Benton
- Scénariste : Allison Burnett, d’après le roman de Charles Baxter
- Photographie : Andrew Mondshein et Kramer Morgenthau
- Montage : Andrew Mondshein
- Musique : Stephen Trask
- Direction artistique : John Chichester
- Décors : Missy Stewart
- Costumes : Renee Ehrlich Kalfus
- Son : Douglas Mountain et Scott Oyster
- Effets spéciaux : William Boggs
- Année de production : 2007
- Production : David Scott Rubin, Gary Lucchesi, Tom Rosenberg et Richard S. Wright
  - Production associée : Marisa Forzano et Ted Gidlow
- Société de production : Communications Co., Metro-Goldwyn-Mayer (MGM)
- Format : couleur (Technicolor) - 2.35:1 – Son : Mix : SDDS, DTS et Dolby Digital 5.1 (Westrex Recording System) sur Super 35 mm
- Genre : Film dramatique, romance
- Durée : 101 minutes
- Pays de production :  États-Unis
- Dates de sortie :
  - États-Unis : 28 septembre 2007
  - Québec : 28 septembre 2007
- Classification :
  - Royaume-Uni : interdit aux moins de 15 ans[1]

## Distribution
Légende : Version Française = VF[réf. nécessaire] et Version Québécoise = VQ
- Morgan Freeman (VF : Benoît Allemane ; VQ : Aubert Pallascio) : Harry Stevenson
- Greg Kinnear (VF : Bruno Choël ; VQ : Tristan Harvey) : Bradley Smith
- Radha Mitchell (VF: Rafaèle Moutier ; VQ : Camille Cyr-Desmarais) : Diana Croce
- Billy Burke (VQ: Gilbert Lachance) : David Watson
- Selma Blair (VQ: Catherine Proulx-Lemay) : Kathryn Smith
- Alexa Davalos (VF: Céline Ronté ; VQ : Mélanie Laberge) : Chloe Barlow
- Toby Hemingway (VQ: Nicolas Charbonneaux-Collombet) : Oscar
- Stana Katic (VQ: Catherine Hamann) : Jenny
- Erika Marozsán (VQ: Aline Pinsonneault) : Margaret Vekashi
- Jane Alexander (VQ: Élizabeth Lesieur) : Esther Stevenson
- Fred Ward (VQ: Jean-Marie Moncelet) : Bat
- Margo Martindale (VQ: Carole Chatel) : Mme Maggarolian
- Missi Pyle (VQ: Violette Chauveau) : Agatha Smith
- Shannon Lucio (VQ: Kim Jalabert) : Janey